# Hiroko Kuwata
Hiroko Kuwata (jap. 桑田 寛子, Kuwata Hiroko; * 18. Dezember 1990 in Yokohama) ist eine japanische Tennisspielerin.

## Karriere
Kuwata, die mit sieben Jahren das Tennisspielen begann, bevorzugt laut ITF-Profil den Hartplatz. Bislang gewann sie sieben Einzel- und 24 Doppeltitel auf Turnieren der ITF Women’s World Tennis Tour. Ihre bislang besten Platzierungen in der Weltrangliste erreichte sie im Mai 2016 mit Platz 150 im Einzel und im Juli 2015 mit Platz 112 im Doppel-Ranking.
Ihr bestes Ergebnis auf der WTA Tour erzielte Kuwata bei den Citi Open 2014. Nach Siegen in der Qualifikation über Sanaz Marand und Stéphanie Dubois zog sie erstmals in ihrer Karriere ins Hauptfeld eines WTA-Turniers ein. Dort bezwang sie Alison Riske, ehe sie sich in der zweiten Runde Anastassija Pawljutschenkowa geschlagen geben musste. In der Doppelkonkurrenz zog sie bei diesem Wettbewerb mit ihrer Partnerin Kurumi Nara im Finale gegen Shūko Aoyama und Gabriela Dabrowski den Kürzeren.

## Turniersiege

### Einzel
| Nr. | Datum              | Turnier  | Kategorie     | Belag           | Finalgegnerin       | Ergebnis       |
| --- | ------------------ | -------- | ------------- | --------------- | ------------------- | -------------- |
| 1.  | 24. März 2012      | Kofu     | ITF $10.000   | Hartplatz       | Liu Fangzhou        | 6:4, 4:6, 7:67 |
| 2.  | 17. August 2013    | Usak     | ITF $10.000   | Hartplatz       | Michaela Frlicka    | 7:63, 6:2      |
| 3.  | 14. September 2013 | Kyoto    | ITF $10.000   | Teppich (Halle) | Akiko Yonemura      | 6:1, 6:2       |
| 4.  | 26. September 2015 | Bangkok  | ITF $15.000   | Hartplatz       | Bunyawi Thamchaiwat | 6:3, 7:64      |
| 5.  | 31. Oktober 2015   | Bangkok  | ITF $15.000   | Hartplatz       | Walerija Strachowa  | 7:5, 6:4       |
| 6.  | 8. Mai 2016        | Gifu     | ITF $75.000+H | Hartplatz       | Wang Qiang          | 6:2, 2:6, 6:4  |
| 7.  | 9. Juni 2018       | Singapur | ITF $25.000   | Hartplatz       | Jovana Jakšić       | 7:64, 6:0      |

### Doppel
| Nr. | Datum              | Turnier          | Kategorie      | Belag             | Partnerin          | Finalgegnerinnen                      | Ergebnis          |
| --- | ------------------ | ---------------- | -------------- | ----------------- | ------------------ | ------------------------------------- | ----------------- |
| 1.  | 17. März 2012      | Miyazaki         | ITF $10.000    | Rasen             | Akari Inoue        | Kanae Hisami Yumi Miyazaki            | 6:3, 6:0          |
| 2.  | 23. Juni 2012      | Mie              | ITF $10.000    | Rasen             | Yūki Tanaka        | Akari Inoue Kaori Onishi              | 6:3, 3:6, [10:5]  |
| 3.  | 22. März 2013      | Kōfu             | ITF $10.000    | Hartplatz         | Akari Inoue        | Han Na-lae Yang Zi                    | 3:6, 7:5, [10:7]  |
| 4.  | 14. September 2013 | Kyōto            | ITF $10.000    | Teppich (Halle)   | Miyu Katō          | Mana Ayukawa Emi Mutaguchi            | 6:4, 6:2          |
| 5.  | 14. Juni 2014      | Fargʻona         | ITF $25.000    | Hartplatz         | Mari Tanaka        | Nao Hibino Prarthana Thombare         | 6:1, 6:4          |
| 6.  | 12. Juli 2014      | Gatineau         | ITF $25.000    | Hartplatz         | Chiaki Okadaue     | Mana Ayukawa Justyna Jegiołka         | 6:4, 6:3          |
| 7.  | 19. Juli 2014      | Granby           | ITF $25.000    | Hartplatz         | Riko Sawayanagi    | Erin Routliffe Carol Zhao             | kampflos          |
| 8.  | 6. Februar 2015    | Grenoble         | ITF $25.000    | Hartplatz (Halle) | Demi Schuurs       | Manon Arcangioli Cindy Burger         | 6:1, 6:3          |
| 9.  | 13. März 2015      | Mildura          | ITF $15.000    | Rasen             | Yūki Tanaka        | Tian Ran Wang Yan                     | 6:2, 6:0          |
| 10. | 5. Juni 2015       | Andijon          | ITF $25.000    | Hartplatz         | Nigina Abduraimova | Weronika Kudermetowa Xenija Lykina    | 4:6, 7:65, [11:9] |
| 11. | 25. September 2015 | Bangkok          | ITF $15.000    | Hartplatz         | Ayaka Okuno        | Mana Ayukawa Yūki Tanaka              | 2:6, 6:1, [10:8]  |
| 12. | 30. Juli 2016      | Lexington        | ITF $50.000    | Hartplatz         | Zhu Lin            | Sophie Chang Alexandra Mueller        | 6:0, 7:5          |
| 13. | 22. Oktober 2016   | Suzhou           | ITF $50.000    | Hartplatz         | Akiko Omae         | Jacqueline Cako Sabina Sharipova      | 6:1, 6:3          |
| 14. | 6. Januar 2017     | Hongkong         | ITF $25.000    | Hartplatz         | Akiko Omae         | Xenija Lykina Riko Sawayanagi         | 6:1, 6:0          |
| 15. | 15. Juli 2017      | Winnipeg         | ITF $25.000    | Hartplatz         | Walerija Sawinych  | Kimberly Birrell Caroline Dolehide    | 6:4, 7:64         |
| 16. | 22. Juli 2017      | Gatineau         | ITF $25.000    | Hartplatz         | Walerija Sawinych  | Kimberly Birrell Emily Webley-Smith   | 4:6, 6:3, [10:5]  |
| 17. | 28. September 2018 | Darwin           | ITF $60.000    | Hartplatz         | Rutuja Bhosale     | Kimberly Birrell Katy Dunne           | 6:2, 6:4          |
| 18. | 18. Mai 2019       | Kurume           | ITF W60        | Teppich           | Ena Shibahara      | Erina Hayashi Moyuka Uchijima         | 0:6, 6:4, [10:5]  |
| 19. | 18. September 2021 | Caldas da Rainha | ITF W60+H      | Hartplatz         | Momoko Kobori      | Alicia Barnett Olivia Nicholls        | 7:65, 7:62        |
| 20. | 30. April 2022     | Monastir         | ITF W25        | Hartplatz         | Nigina Abduraimova | Paige Mary Hourigan Walerija Sawinych | 6:1, 3:6, [12:10] |
| 21. | 17. August 2024    | Barranquilla     | WTA Challenger | Hartplatz         | Jessica Failla     | Quinn Gleason Ingrid Gamarra Martins  | 4:6, 7:62, [10:7] |
| 22. | 30. November 2024  | Santo Domingo    | ITF W35        | Hartplatz         | Haley Giavara      | Kolie Allen Yuliana Monroy            | 5:7, 6:4, [10:6]  |
| 23. | 7. Juni 2025       | Santo Domingo    | ITF W35        | Hartplatz         | Sahaja Yamalapalli | Esther Adeshina Sofia Cabezas         | 6:3, 6:2          |
| 24. | 26. Juli 2025      | Florence         | ITF W35        | Hartplatz         | Haley Giavara      | Sofia Cabezas Kylie Collins           | 6:0, 6:4          |
| 25. | 16. August 2025    | Saskatoon        | ITF W50        | Hartplatz         | Saki Imamura       | Raphaëlle Lacasse Alexandra Vagramov  | 7:63, 3:6, [10:1] |

## Persönliches
Hiroko Kuwata studiert an der Waseda-Universität.